# 이탈리아 통신부
이탈리아 통신부(Ministry of Communications, 이탈리아어: Ministero delle comunicazioni)는 이탈리아 공화국의 행정부 산하 부서로 1924년 신설되었다. 우편, 전화, 전신, 전자통신, 언론 정보 및 상업 광고 분야를 관할한다. 2008년 제4대 베를루스코니 내각이 시작되면서 경제발전부와 통합되었다.

## 역사
초대 통신부는 1924년 4월 30일 무솔리니 내각 산하 우편부와 전신부를 대신하여 신설됐다. 초대 통신부 장관은 콘스탄초 차노로, 훗날 RAI (라디오 텔레비전 이탈리아)의 전신을 창립하게 된다.
그런 다음 통신부는 1944년 12월 12일부로 교통부와 우편전신부 (이후 우편전자통신부로 개명)로 별개 분리되었다.
1992년 이탈리아는 전자통신 개혁기를 거치게 되는데, 전자통신 운영의 책임을 정부가 직접 총괄하는 것에서 (국가 산하) 민간 총괄로 넘기는 것이었다. 그 결과로 통신부가 재조직된 뒤인 1994년 텔레콤 이탈리아 주식회사가 설립됐다.
그 이후부터의 기간은 통신부가 큰 격변을 겪게 되었는데, 1997년부터 통신부 산하 자치기관이었던 우편전신자치행정부가 포스테 이탈리아 (이탈리아 우체국)으로 병합되고 그와 동시에 공공 독립기관으로 바뀐 것이었다. 역시 같은 해에는 부 명칭을 원래의 이름인 통신부로 개명했다. 2년 후인 1999년 통신부는 생산활동부에 병합한다는 결정이 내려졌다. 실질적인 병합은 2001년에 이루어졌으나 실비오 베를루스코니 내각이 들어서면서 중단됐다.
통신부는 2007-08년 세계 금융 위기 이후, 1999년 바사니니 총리의 개각 시점으로 행정조직을 되돌린다는 프로디 총리의 개각 결정에 따라 현재의 배치가 이루어졌다. 이는 마침내 베를루스코니 내각에서 통신부를 경제발전부 (현 생산활동부 격)에 통합하면서 이루어지게 되었다.

## 조직
통신부의 조직 현황은 다음과 같다.

### 일반사무과
- 인재관리총국
- 전자통신서비스 및 방송총국
- 라디오전자주파기획관리총국
- 자원관리총국
- 우편부문규제총국
- 통신정보기술협회
- 지역조사단

### 외부기관
- 브로드밴드 집행위원회
- 통신협의회
- 우표연구엽서공정위원회

## 같이 보기
- 경제발전부
- 이탈리아 정부